# Simon-Bernard Lenoir
Pour les articles homonymes, voir Lenoir.
Simon-Bernard Lenoir (ou Le Noir ; né en 1729 et décédé le 14 août 1798 à Évreux) est un miniaturiste et pastelliste français. Il laisse des portraits célèbres de Le Kain, de Voltaire et du duc de Bourbon.

## Biographie
Élève de l'Académie royale, il remporte quatre prix de quartiers entre 1749 et 1758. En 1760, il expose au Salon de la Jeunesse et est reçu à l'Académie de Saint-Luc (où il devient conseiller en 1762, adjoint à professeur en 1764, puis professeur en 1774). Il expose des portraits aux Salons de Saint-Luc de 1762, 1764 et 1774. En 1776, il est cité dans l'Almanach des peintres. Nommé « peintre de portrait du prince de Condé » en 1779, il est « agréé à l'Académie de peinture » sans jamais parvenir à s'y faire élire.
Il occupe également le poste de directeur de l’enseignement du dessin à l’Ecole royale des beaux-arts de Besançon où il succède à Johann Melchior Wyrsch. Il demeure en Franche-Comté de 1786 à 1789 avant de revenir à Paris où il décèdera en 1791.
Il épouse Catherine-Renée Haverland, fille de Nicolas Haverland, concierge pour le roi de la citadelle de Lille. Leur fils Auguste-Nicolas (1776–1850) embrasse la carrière des armes et se distingue à Ulm et Austerlitz.

## Liste des œuvres
- Portrait de René Charil de Ruillé, huile sur toile, 1779, Vitré, musée du château
- L’acteur Henri Louis Caïn, dit Lekain (1729-1778), dans le rôle d’Orosmane dans la tragédie de Voltaire, Zaïre, 1767, pastel et réhauts de gouache sur plusieurs feuilles marouflées sur toile, 116 x 89 cm. musée du Louvre[4]

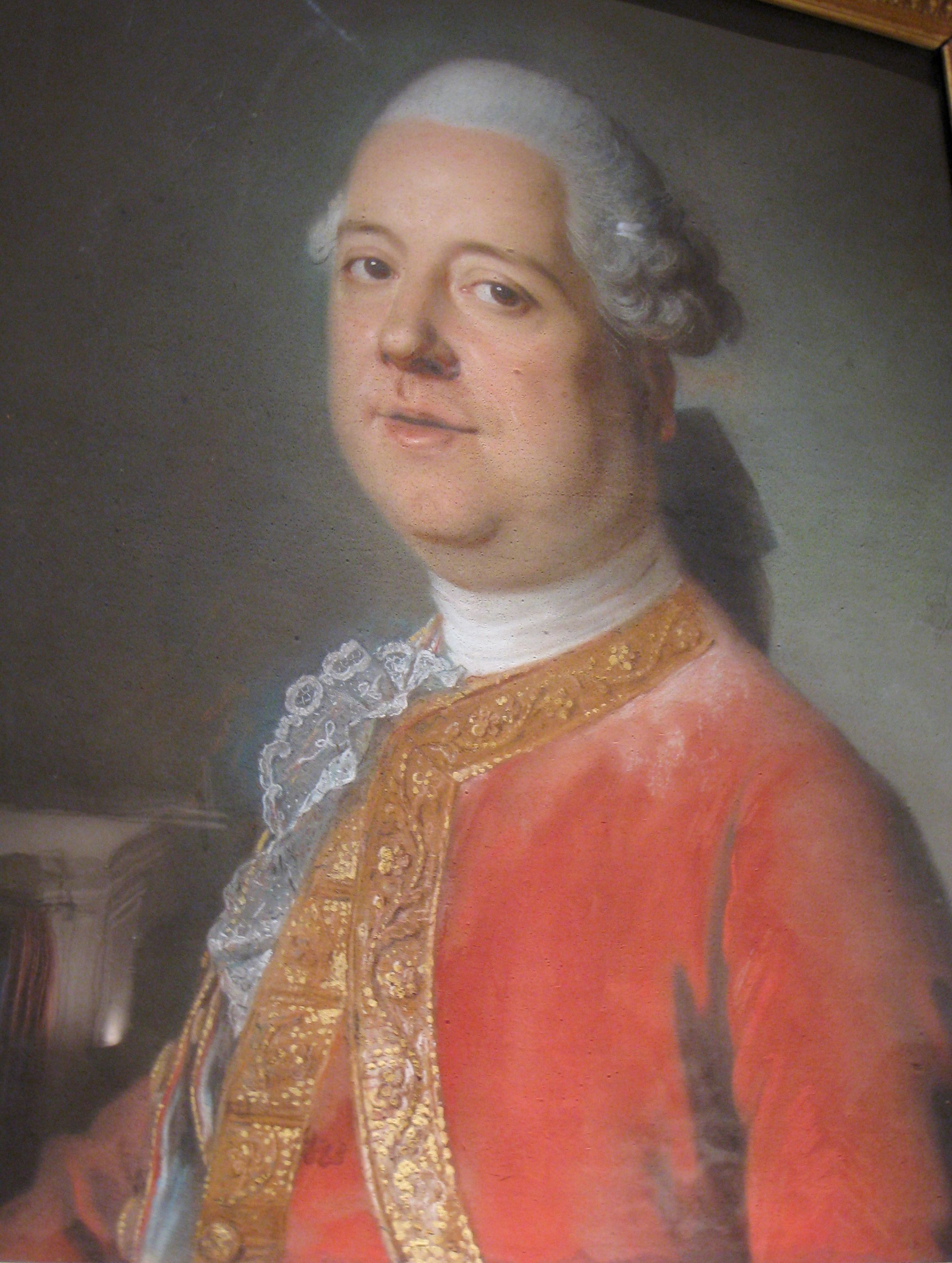
Nicolas-Philippe Ledrus (Comus), par Simon-Bernard Lenoir
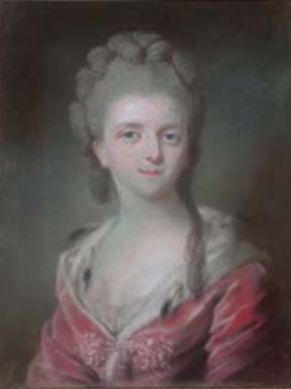
Mademoiselle de Condé (Louise Adélaïde de Bourbon, 1757–1824), par Simon-Bernard Lenoir
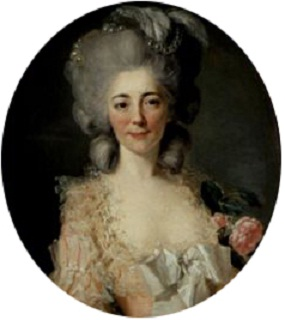
Portrait de Madame de Bonneuil, attribué à Simon-Bernard Lenoir (vers 1785)
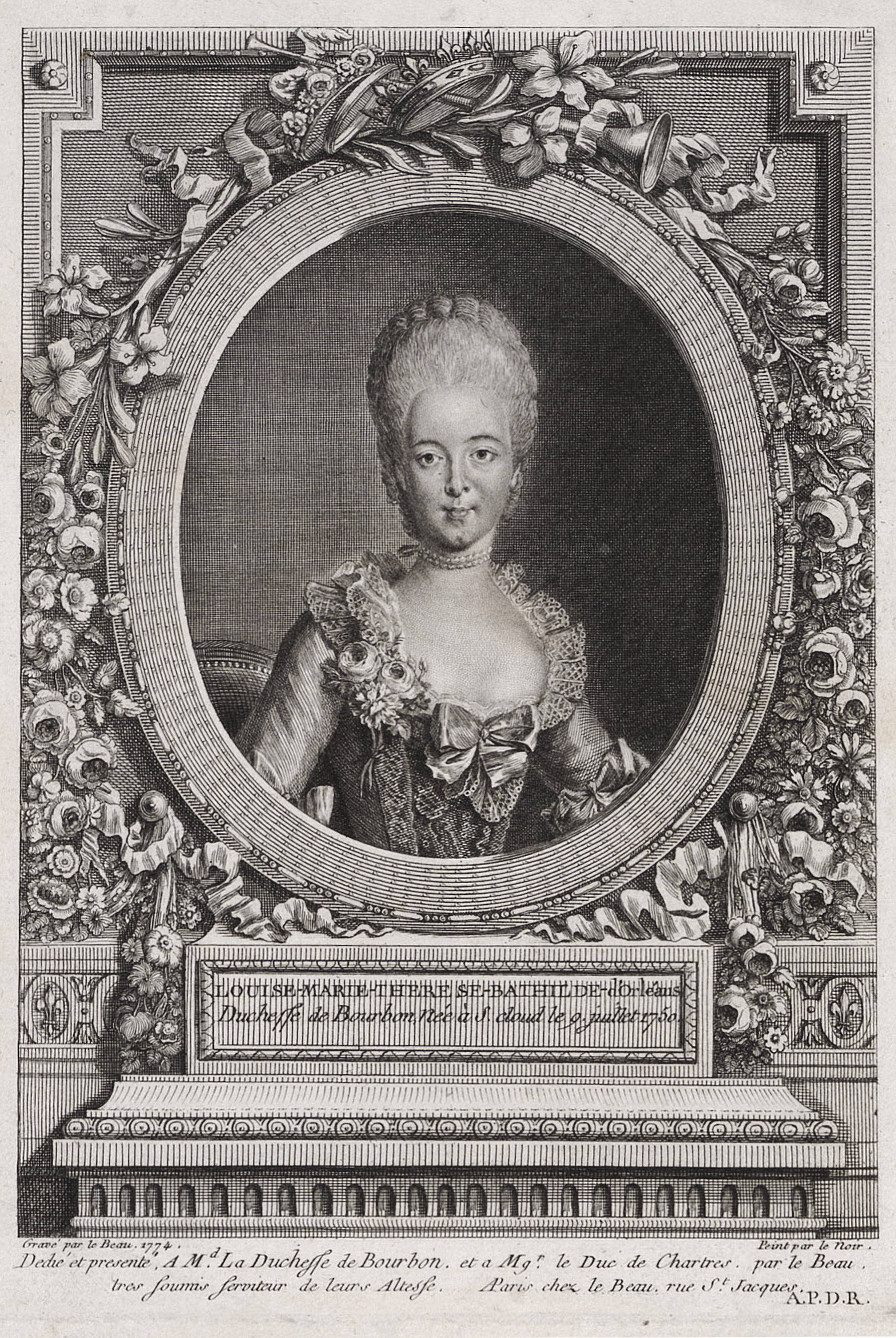
Portrait de la Bathilde d’Orléans (duchesse de Bourbon, 1750-1822), 1774, par Pierre Adrien Le Beau (1744–1817) d'après Simon Bernard Lenoir (1729-1791)